# 旺韋拉尾龍屬
旺韋拉尾龍（屬名：Wamweracaudia）是種來自非洲坦尚尼亞敦達古魯組的侏羅紀（約1億5500萬年前）蜥腳下目恐龍。

## 發現及命名
在1909年至1912年德國考察團至德屬東非敦達古魯考察期間，古生物學家沃納·詹尼斯監督了位於「G地點」的蜥腳類尾部的挖掘工作。在1929年，他將這段尾巴歸至強壯巨太龍（Gigantosaurus robustus）。
在1991年，強壯巨太龍被建立成新屬詹尼斯龍。詹尼斯曾根據所發現的一系列可比較性材料而提及過這具尾巴。但二戰期間大多數材料及他的田野考察筆記都被摧毀。2000年何塞·波拿巴對詹尼斯龍的重新檢視中得出了尾巴不再屬於已知的詹尼斯龍化石、而剩餘文獻也不足以證明能將其歸入的結論。曼尼翁等人（2013）對葡萄牙巨龍的骨學研究再次將尾巴（編號MB.R.2091.1–30）從詹尼斯龍排除，因為其缺乏與正模標本（編號SMNS 12144）的重合性，他們並提出這可能代表著第一個亞洲以外的馬門溪龍科記錄。
標本於2019年菲利浦·曼尼翁、保羅·阿普徹奇、丹妮拉·史瓦茨、奧利弗·溫斯針對詹尼斯龍和敦達古魯其他可能的泰坦巨龍類發現的重新評估研究中建立成新屬新種：凱氏旺韋拉尾龍（Wamweracaudia keranjei）。屬名以發現地的旺韋拉部落加上拉丁語的cauda（「尾巴」），種名紀念當初帶領挖掘團隊的當地嚮導穆罕默迪·凱蘭傑。
旺韋拉尾龍所知有三件標本：MB.R.2091.1–30、MB.R.3817.1、MB.R.3817.2，發現於敦達古魯組的提通階地層，包含幾乎呈連續系列的三十節前中段尾椎、兩個前段尾椎神經棘、兩個人字骨。編號MB.R.2091.30的尾椎是已知最前段的一節，但不一定是第一節；而MB.R.3817.1則是最後一節。系列中可能有一節尾椎缺失。

## 敘述
敘述者建立了四項獨有衍徵：在前段至中段尾椎，上表面由後部嵌入；前段尾椎中，神經突起在側面上方1/3處有粗糙帶，由垂直凹陷與後表面的粗糙帶隔開；在中段至後段尾椎，下側大幅壓褶形成稜脊而非平坦面；在中段至後段尾椎，神經突側面在前關節突的高度之上發育一道加長的水平稜脊。
若旺韋拉尾龍的確屬於馬門溪龍科則將另外加入兩項獨有衍徵：前段尾椎的尾肋或橫突大幅向側及前方彎曲；前段尾椎中，前關節突外側和橫突關節上側頂端之間的肋面高處存在一對小延伸物或結節。

## 分類
2019年研究中的支序分析表示旺韋拉尾龍屬於馬門溪龍科，是馬門溪龍的旁系物種。兩屬都具有前凹形尾椎，而泰坦巨龍類也有此特徵。當尾巴還被歸入詹尼斯龍時，當時認為詹尼斯龍是最古老的泰坦巨龍類。